# Mineirazo
Il termine spagnolo Mineirazo (Mineiraço in lingua portoghese) indica l'incontro calcistico tra le nazionali maschili di Brasile e Germania disputato allo stadio Mineirão di Belo Horizonte martedì 8 luglio 2014, valido per le semifinali del ventesimo campionato mondiale e vinto dai tedeschi con il punteggio di 7-1.
Per quanto riguarda l'aspetto statistico, la partita può essere considerata storica: in precedenza, il Brasile aveva perso una sola volta con un simile scarto di gol (nel 1920 contro l'Uruguay per 6-0) e non aveva mai subìto 7 reti in una partita valida per i campionati mondiali.

## Origine del termine

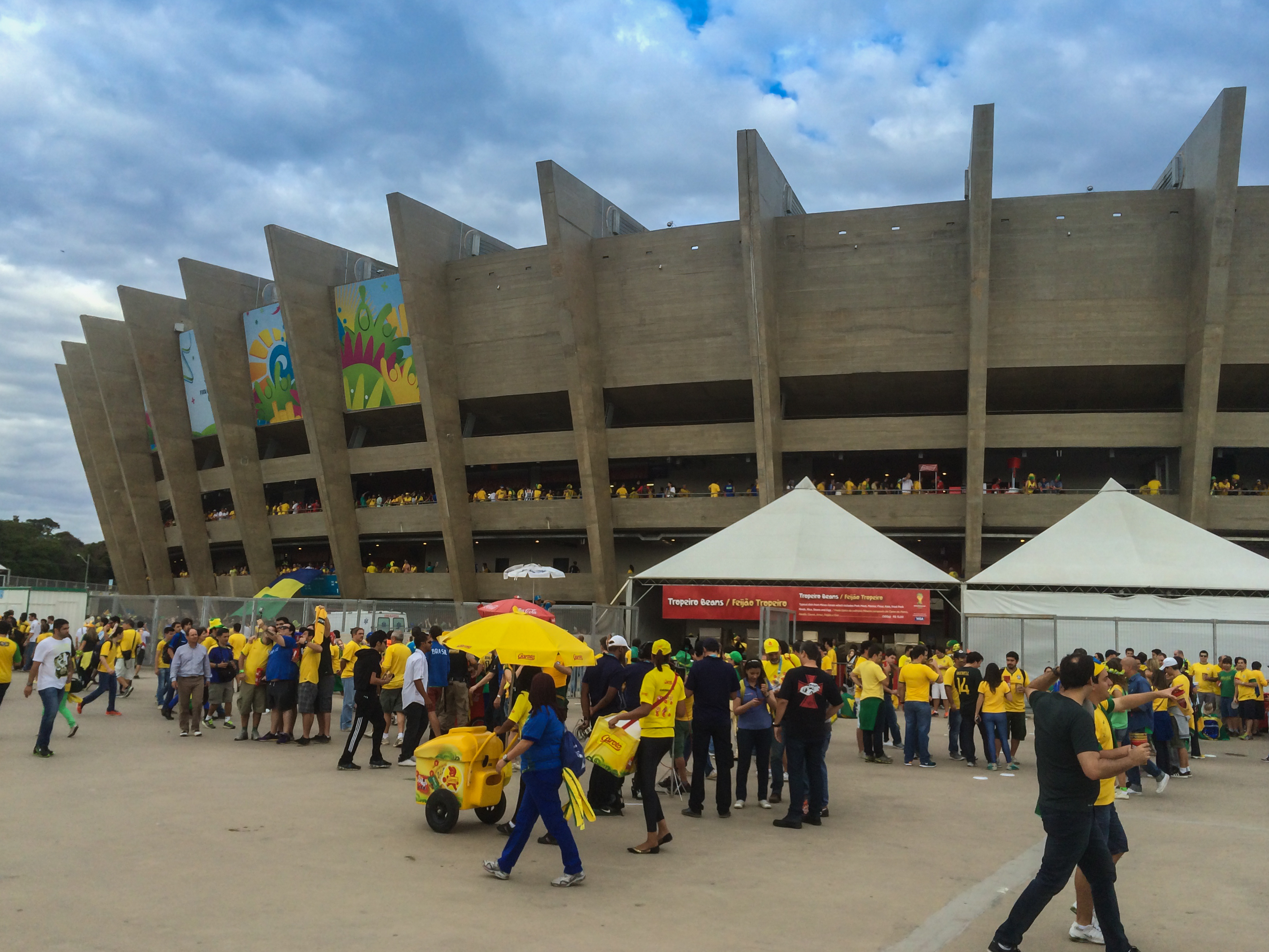
Lo stadio Mineirão di Belo Horizonte, teatro della partita.

Il termine viene coniato dalla stampa e ripreso dalla stessa FIFA come calco linguistico di Maracanazo, quest'ultimo usato per definire l'incontro del campionato del mondo 1950, giocato domenica 16 luglio, in cui la nazionale brasiliana perse inaspettatamente per 1-2 contro l'Uruguay nell'ultima gara del girone all'italiana che assegnava il titolo, mancando così la conquista della sua prima Coppa Rimet davanti allo sconforto del proprio pubblico. Analogamente, "Mineirazo" deriva dal nome dello stadio in cui la partita si è giocata, il Mineirão.

## Prima dell'incontro
La nazionale verdeoro, come nel 1950, partecipa di diritto al Mondiale come Paese ospitante. Sempre da Paese ospitante aveva inoltre fatto sua la Confederations Cup 2013 ai danni della Spagna, campione del mondo in carica all'epoca. Anche se favorita per la vittoria finale, la Seleção non ha brillato nei precedenti incontri e, per raggiungere la semifinale, ha dovuto vincere il proprio girone contro Messico, Croazia e Camerun e superare prima la Roja del Cile ai rigori negli ottavi di finale e poi la Colombia nei quarti per 2-1.
Proprio nella partita contro i Cafeteros l'attaccante brasiliano Neymar, capocannoniere e fin lì trascinatore dei carioca, viene colpito con una ginocchiata alla schiena dal colombiano Juan Zúñiga, fatto che gli provoca la frattura di una vertebra e gli impedisce di scendere in campo nelle partite successive; anche il capitano Thiago Silva, perno del reparto difensivo, salta la semifinale in quanto squalificato per somma di ammonizioni. Il commissario tecnico brasiliano Luiz Felipe Scolari, già vincitore del torneo con i verdeoro nel 2002, è quindi costretto a ridisegnare l'undici titolare, inserendo Bernard e Dante al posto dei due indisponibili.

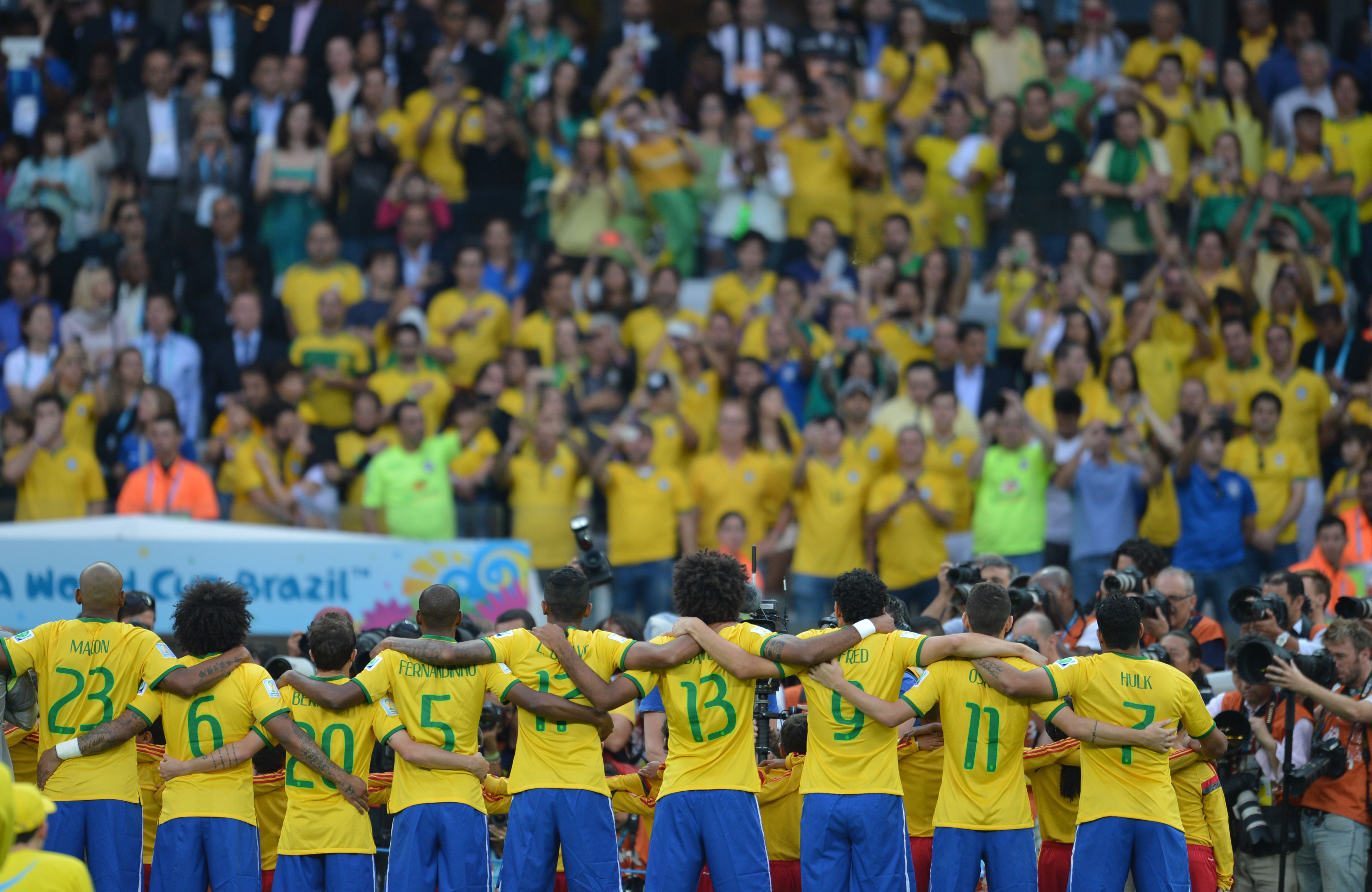
La squadra brasiliana al momento dell'inno nazionale, supportata dal pubblico verdeoro sugli spalti

La Germania arriva invece al torneo dopo aver superato il proprio girone di qualificazione europeo e si presenta anch'essa in Sudamerica come una seria candidata al titolo. Durante la rassegna iridata la squadra rispetta le attese, primeggiando nel suo raggruppamento contro Stati Uniti, Portogallo e Ghana e battendo in seguito Algeria, che resiste sino ai supplementari, e Francia. La Mannschaft è allenata dal 2006 da Joachim Löw, tecnico con il quale i teutonici, al 2014, hanno sempre raggiunto almeno la semifinale dei tornei internazionali a cui hanno preso parte; a differenza del collega brasiliano, il selezionatore tedesco non ha giocatori indisponibili.
| Squadra     | Pt | G |
| ----------- | -- | - |
| Germania    | 7  | 3 |
| Stati Uniti | 4  | 3 |
| Portogallo  | 4  | 3 |
| Ghana       | 1  | 3 |

| Squadra | Pt | G | DR |
| ------- | -- | - | -- |
| Brasile | 7  | 3 | +5 |
| Messico | 7  | 3 | +3 |
| Croazia | 3  | 3 | 0  |
| Camerun | 0  | 3 | -8 |

## L'incontro

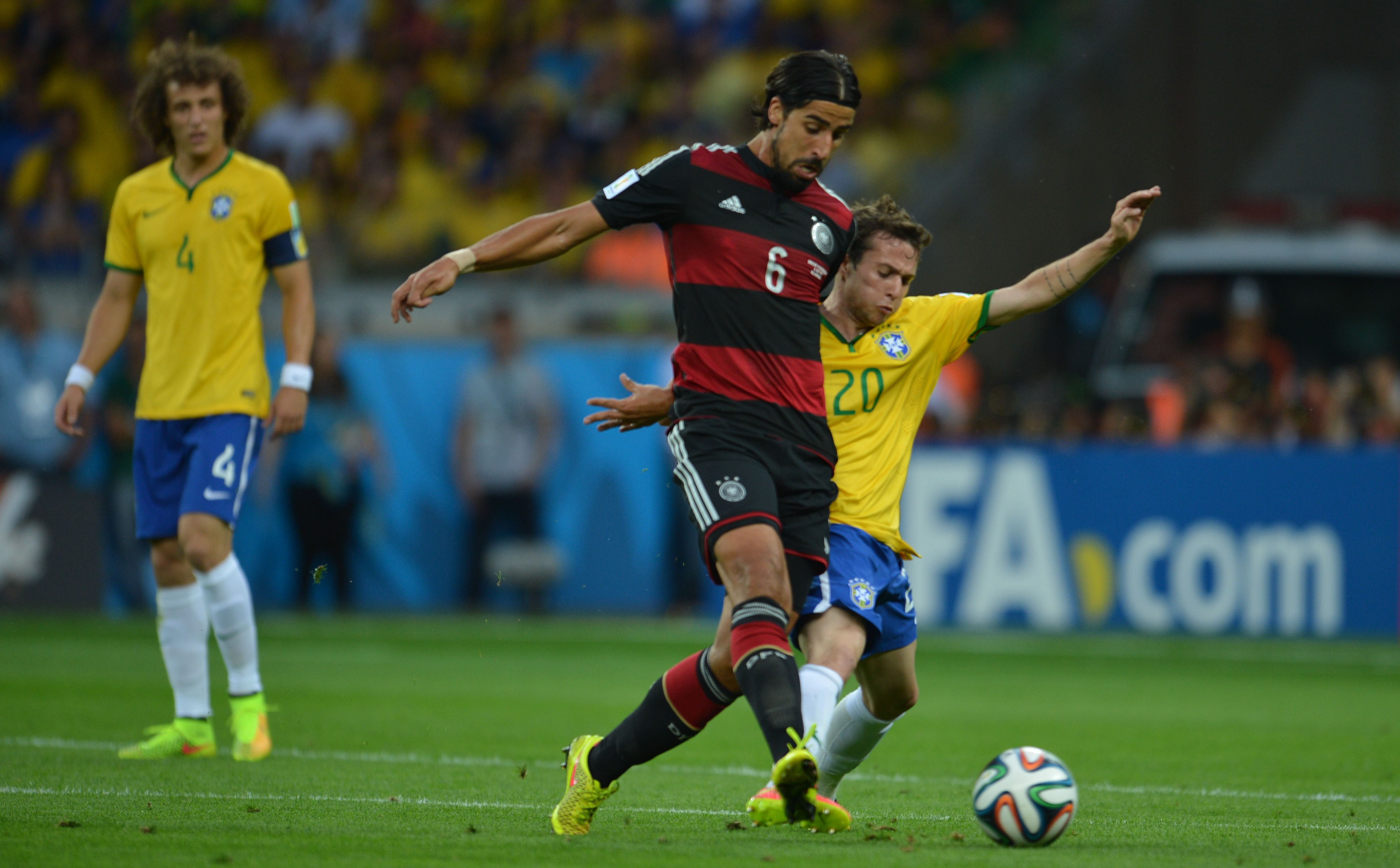
Khedira e Bernard si contendono la palla, sotto lo sguardo di David Luiz

Lo stadio di Belo Horizonte è tutto esaurito per l'incontro. I sudamericani scendono in campo con la loro classica divisa verdeoro, mentre la Germania opta per la sua seconda casacca, quella rossa e nera. Il pronostico è incerto: il Brasile gioca all'interno dei propri confini nazionali, dove non perde in tornei ufficiali da più di quarant'anni, e gode di un enorme supporto popolare, però è privo di alcuni uomini di peso, mentre i teutonici dispongono di tutti i giocatori e sin dall'inizio del torneo si sono imposti come una delle forze di punta della manifestazione.
I primi minuti di gioco mostrano una Seleção aggressiva, apparentemente in grado di mettere in difficoltà i tedeschi, che però trovano il vantaggio all'11' con Müller, alla quinta realizzazione nel torneo. I padroni di casa cercano di recuperare, ma l'inatteso svantaggio li innervosisce e fa loro esprimere un gioco disordinato. La nazionale teutonica ne approfitta e, a partire dal 23', sigla altre quattro reti in soli sei minuti, con Klose, Kroos (doppietta) e Khedira, finendo il primo tempo con un sorprendente 5-0.
Tornati dagli spogliatoi dopo l'intervallo, i verdeoro inseriscono forze fresche e provano a reagire, ma il portiere tedesco Neuer si oppone efficacemente ai tentativi di Oscar e Paulinho. La Mannschaft domina agevolmente la gara e ne approfitta per aumentare ulteriormente lo scarto con Schürrle, appena entrato, che realizza una doppietta; allo scadere del tempo, il gol della bandiera di Oscar fissa il risultato sul 7-1 per la Germania. Il pubblico sugli spalti schernisce i brasiliani in campo, arrivando ad accompagnare i passaggi di palla tra i calciatori tedeschi, caratterizzati da grande precisione, urlando beffardamente "olé". L'undici di casa esce dal terreno di gioco tra i fischi umilianti dei suoi sostenitori.

## Tabellino
| Arbitro: | Rodríguez |

|           |           |                                                                   |
| Oscar 90’ | Marcatori | 11’ Müller 23’ Klose 24’, 26’ Kroos 29’ Khedira 69’, 79’ Schürrle |

| Brasile | Germania |

| Brasile             |    |                |     |     |     |
|                     |    |                |     |     |     |
| P                   | 12 | Júlio César    |     |     |     |
| D                   | 23 | Maicon         |     |     |     |
| D                   | 4  | David Luiz (C) |     |     |     |
| D                   | 13 | Dante          |     | 68’ |     |
| D                   | 6  | Marcelo        |     |     |     |
| C                   | 5  | Fernandinho    |     |     | 46’ |
| C                   | 17 | Luiz Gustavo   |     |     |     |
| C                   | 7  | Hulk           |     |     | 46’ |
| C                   | 11 | Oscar          | 90’ |     |     |
| C                   | 20 | Bernard        |     |     |     |
| A                   | 9  | Fred           |     |     | 70’ |
| A disposizione:     |    |                |     |     |     |
| P                   | 1  | Jefferson      |     |     |     |
| P                   | 22 | Victor         |     |     |     |
| D                   | 2  | Dani Alves     |     |     |     |
| C                   | 8  | Paulinho       |     |     | 46’ |
| D                   | 14 | Maxwell        |     |     |     |
| D                   | 15 | Henrique       |     |     |     |
| C                   | 16 | Ramires        |     |     | 46’ |
| C                   | 18 | Hernanes       |     |     |     |
| C                   | 19 | Willian        |     |     | 70’ |
| A                   | 21 | Jô             |     |     |     |
| Allenatore:         |    |                |     |     |     |
| Luiz Felipe Scolari |    |                |     |     |     |

| Germania        |    |                        |  |          |     |
|                 |    |                        |  |          |     |
| P               | 1  | Manuel Neuer           |  |          |     |
| D               | 16 | Philipp Lahm (C)       |  |          |     |
| D               | 20 | Jérôme Boateng         |  |          |     |
| D               | 5  | Mats Hummels           |  |          | 46’ |
| D               | 4  | Benedikt Höwedes       |  |          |     |
| C               | 7  | Bastian Schweinsteiger |  |          |     |
| C               | 6  | Sami Khedira           |  | 29’      | 76’ |
| C               | 13 | Thomas Müller          |  | 11’      |     |
| C               | 18 | Toni Kroos             |  | 24’, 26’ |     |
| C               | 8  | Mesut Özil             |  |          |     |
| A               | 11 | Miroslav Klose         |  | 23’      | 58’ |
| A disposizione: |    |                        |  |          |     |
| P               | 12 | Ron-Robert Zieler      |  |          |     |
| P               | 22 | Roman Weidenfeller     |  |          |     |
| D               | 2  | Kevin Großkreutz       |  |          |     |
| D               | 3  | Matthias Ginter        |  |          |     |
| A               | 9  | André Schürrle         |  | 69’, 79’ | 58’ |
| A               | 10 | Lukas Podolski         |  |          |     |
| C               | 14 | Julian Draxler         |  |          | 76’ |
| D               | 15 | Erik Durm              |  |          |     |
| D               | 17 | Per Mertesacker        |  |          | 46’ |
| C               | 19 | Mario Götze            |  |          |     |
| C               | 23 | Christoph Kramer       |  |          |     |
| Allenatore:     |    |                        |  |          |     |
| Joachim Löw     |    |                        |  |          |     |

| Uomo della partita - Toni Kroos (Germania) Assistenti - Marvin Torrentera (MEX) - Marcos Quintero (MEX) Quarto uomo - Mark Geiger (USA) |

## Reazioni

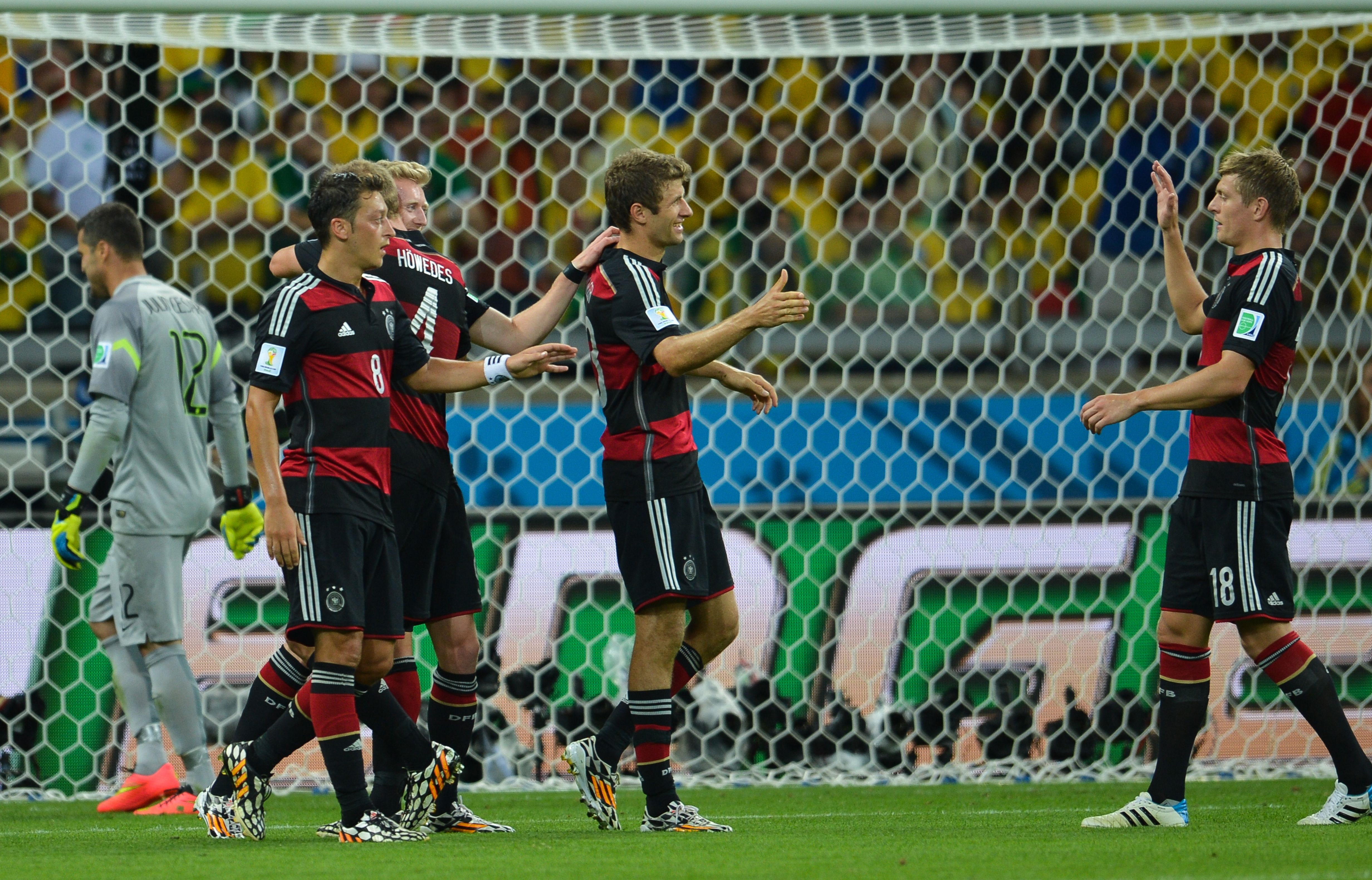
I tedeschi festeggiano uno dei loro gol mentre, sullo sfondo, lo sconsolato portiere brasiliano Júlio César raccoglie per l'ennesima volta il pallone in fondo alla rete.

Al triplice fischio, il tecnico brasiliano Luiz Felipe Scolari si assume tutte le responsabilità della disfatta, mentre per il portiere Júlio César resta una sconfitta difficile da spiegare. I giornali verdeoro e la stampa internazionale iniziano immediatamente a parlare di "disastro" e di "risultato storico" e a paragonare la sconfitta a quella del 1950. Sei giorni dopo la partita, il 14 luglio, Scolari si dimette da CT della nazionale sudamericana, venendo sostituito da Dunga.

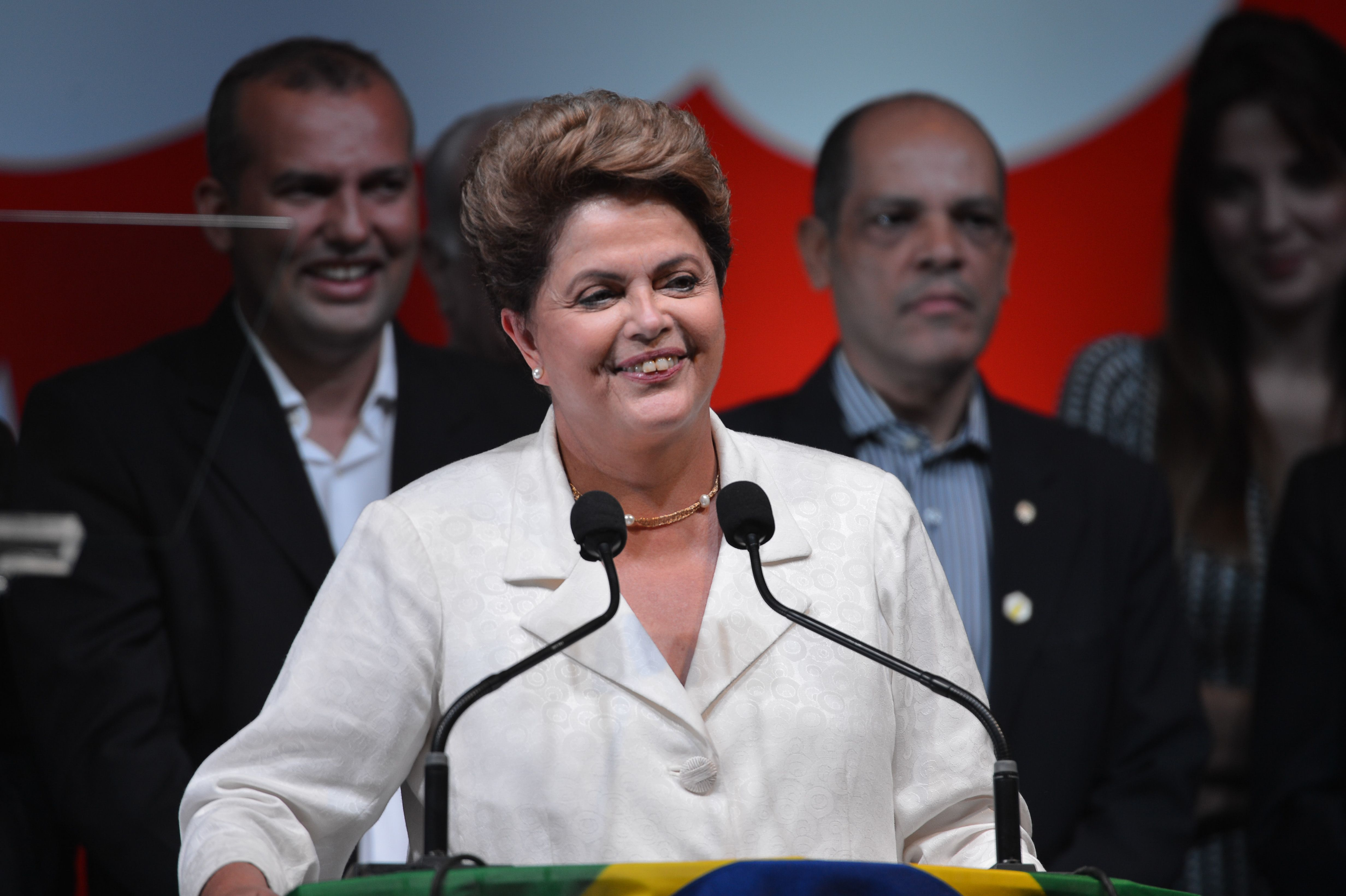
In un paese in cui il futebol è lo sport più seguito e amato, la presidente brasiliana Dilma Rousseff si ritrova a dover mandare un messaggio di vicinanza alla nazione dopo la sconfitta.

In tutto il Paese si verificano numerosi scontri e disordini, specialmente a Belo Horizonte e a San Paolo, dove vi sono anche feriti e numerosi arresti. La presidente del Brasile Dilma Rousseff lancia un messaggio via Twitter alla nazione in cui dichiara "Mi dispiace immensamente per tutti noi tifosi e per i nostri giocatori" e manifesta vicinanza ai connazionali nonostante la tristezza.

### Mass media
Il giorno dopo numerosi quotidiani aprono con pagine piene di ingiurie verso allenatore e giocatori verdeoro. Il quotidiano Lance! è il più eloquente: la prima pagina appare tutta bianca, come a essere rimasti "senza parole".
I giornali brasiliani rilanciano la notizia della disfatta con titoli come "La disgrazia di tutte le disgrazie" (Globo Esporte), "La più grande vergogna della storia" (Lance!) e "Un'umiliazione storica" (Folha de S. Paulo). Il quotidiano tedesco Bild titola "Ohne Worte" (ted: "Senza parole"); il francese L'Équipe indica semplicemente "Le Désastre" (fr: "Il disastro"). In Italia La Gazzetta dello Sport ironizza con un "Toda tristeza". Il cronista di Sky Sports Matthew Stanger descrive la partita come una "confusione definitiva", mentre Miguel Delaney di ESPN riassume la partita nel neologismo "Mineirazo". Barney Ronay del Guardian descrive Brasile-Germania 1-7 come "la più umiliante sconfitta di una nazionale padrona di casa", mentre Joe Callaghan dell'Independent la ricorda come "la notte più nera della storia del calcio brasiliano".

## Statistiche e record

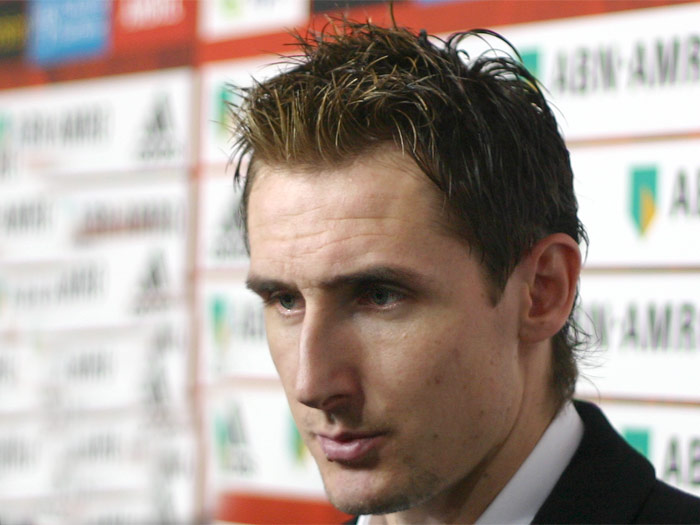
L'attaccante tedesco Miroslav Klose, con il gol del 2-0, raggiunge le 16 reti nelle fasi finali di un mondiale, divenendo il miglior marcatore nella storia del torneo.

Nella sua storia, il Brasile non aveva mai incassato sette reti: l'ultima sconfitta casalinga risaliva al 2002, mentre l'ultimo k.o. ufficiale era quello del 1975 riportato contro il Perù (per 3-1, sempre a Belo Horizonte).
La Germania è la prima squadra a segnare cinque reti in un incontro valido per un mondiale nei primi 30' di gioco, oltre a stabilire il primato del maggior numero di gol in una semifinale mondiale. Lo scarto di sei reti patito dai verdeoro è il peggior passivo per la Nazionale ospitante, superando e raddoppiando i precedenti di Svezia-Brasile 2-5 (1958), Messico-Italia 1-4 (1970) e Sudafrica-Uruguay 0-3 (2010). Il risultato finale eguaglia il primato di gol incassati dalla squadra di casa in una partita (Austria-Svizzera 7-5, 1954) e supera la massima differenza reti registrata in una semifinale (6-1, in Argentina-Stati Uniti e Uruguay-Jugoslavia del 1930 e in Germania Ovest-Austria del 1954). Il parziale di 0-5 è il più ampio divario, all'intervallo, per una gara della fase a eliminazione diretta. Segnando il gol del momentaneo 2-0, l'attaccante tedesco Miroslav Klose ha superato il brasiliano Ronaldo nella classifica dei migliori marcatori nella storia del torneo mondiale, per un totale di 16 gol in quattro edizioni disputate.
Secondo i dati di Peter Frey, direttore di ZDF, la partita è stata vista in televisione in Germania da 32,57 milioni di persone, con uno share dell'87,8% (un record per la TV tedesca), e da altri 10 milioni di persone sui maxischermi. La partita è stata l'evento sportivo più discusso di sempre su Twitter, con oltre 35,6 milioni di tweet, superando il Super Bowl XLVIII che pochi mesi prima ne aveva raccolti 24,9 milioni.